# Parlamento de Guinea Ecuatorial
El Parlamento de Guinea Ecuatorial es el parlamento bicameral de Guinea Ecuatorial, compuesto por la Cámara de los Diputados (cámara baja) y el Senado (cámara alta). Ambas son renovadas, totalmente o en parte, durante las elecciones parlamentarias, cada cinco años.

## Historia
El parlamento, antes llamado Cámara de los Representantes del Pueblo, era unicameral hasta 2013, contando con 100 miembros electos directamente para mandatos de cinco años, en sistema de representación proporcional de lista cerrada. Desde 2013 el parlamento es bicameral, y se ha creado el Senado como cámara alta.

## Sistema electoral
La Cámara de los Diputados está compuesta por 100 diputados electos para cinco años, según un modo de escrutinio proporcional a lista cerrada en siete circunscripciones plurinominales, correspondientes a las provincias de Guinea Ecuatorial, con un umbral electoral del 10 %.
El Senado está compuesto por 70 senadores, de los cuales 55 son elegidos para cinco años según un modo de escrutinio proporcional a lista cerrada en 19 circunscripciones plurinominales, con un umbral electoral del 10%. Los 15 otros senadores son nombrados, para un mandato de igual duración, por el presidente. Pueden, igualmente, añadirse hasta 3 expresidentes como miembros de pleno derecho.
El voto no es obligatorio.